# تسارنگسکیه
تسارنگسکیه (به لهستانی:  Caryńskie) یک روستا در لهستان است که در گمینا لوتوویسکا واقع شده‌است. تسارنگسکیه ۳ نفر جمعیت دارد.